# Iza (cantora)
Isabela Cristina Correia de Lima Lima (Rio de Janeiro, 3 de setembro de 1990), mais conhecida como IZA (também estilizado como Iza), é uma cantora e compositora brasileira. Com uma voz potente e credibilidade artística, é um dos maiores nomes da música pop e R&B nacional.
Seu primeiro álbum, Dona de Mim, foi lançado em 2018 e recebeu uma indicação ao Grammy Latino de Melhor Álbum Pop Contemporâneo em Língua Portuguesa. Iza já conta com quatro indicações ao Grammy Latino.  Em 2019, Iza estreou como jurada no The Voice Brasil, onde permanceu até 2023 e foi anunciada como rainha de bateria da Imperatriz Leopoldinense.

## Biografia
Nascida e criada no bairro de Olaria no Rio de Janeiro, Iza é filha da professora de música e artes Isabel Cristina Lima e do militar naval Djama Leite Lima. Seus pais são primos de segundo grau, motivo pelo qual a cantora recebeu o sobrenome Lima duas vezes. Aos 6 anos mudou-se para Natal, no Rio Grande do Norte, quando seu pai foi transferido para servir a Base Naval de Natal, ganhando o título de cidadã natalense em novembro de 2023. Durante a infância na capital potiguar sofreu racismo por ser uma das únicas crianças negras numa escola particular e tradicional da cidade de Natal. A
Iza começou a cantar na Igreja aos 14 anos e começou a fazer apresentações em paróquias e outros eventos quando retornou ao Rio de Janeiro, aos 19 anos de idade.
Em 2009, aos 18 anos, ingressou, com bolsa pelo Enem, no curso de Publicidade e Propaganda na Pontifícia Universidade Católica do Rio de Janeiro (PUC-Rio), se formando em 2013 e passando a trabalhar como editora de vídeo. Em 2015, paralelamente, criou um canal no YouTube e passou a publicar vídeos cantando músicas de outros artistas.

## Carreira

### 2016–2018: Início eDona de Mim
Em 2016, foi descoberta pela Warner Music através do seu canal no YouTube e assinou contrato com a gravadora. Em novembro, lançou seu primeiro trabalho como cantora, o single promocional "Quem Sabe Sou Eu", que fez parte da trilha sonora da novela Rock Story.
Em 27 de janeiro de 2017, lançou seu primeiro single oficial, "Te Pegar". Em 28 de abril do mesmo ano, foi lançado o segundo single promocional "Vim Pra Ficar", que um ano depois foi incluído na trilha sonora da novela O Sétimo Guardião. Em julho, gravou uma versão da música "I Put a Spell on You", famosa na voz da cantora estadunidense Nina Simone, para a telenovela Pega Pega. Em 7 de agosto, foi lançado seu segundo single oficial, "Esse Brilho É Meu". A faixa foi escolhida como tema da campanha publicitária da empresa de cosméticos L'Oréal, focada nos produtos para cabelos negros, tendo Iza estrelado o comercial da marca junto com a atriz Tais Araújo.
Durante o segundo semestre de 2017, Iza começou a gravar seu álbum de estreia. Em 5 de outubro, foi lançado o primeiro single do trabalho, "Pesadão" em parceria com o cantor Marcelo Falcão, vocalista do O Rappa. A canção foi uma das mais tocadas no país entre o fim de 2017 e no início de 2018, além de ter se tornado no segmento pop a mais executada pelas rádios do Brasil em 2018.
Em 23 março de 2018 é lançado o segundo single, "Ginga", em parceria com o rapper Rincon Sapiência. Em junho gravou o cover da canção "Amor Puro" com a participação da cantora Maria Gadú para um projeto da sua gravadora Warner Music em homenagem ao Dia Internacional do Orgulho LGBT+. Em 27 de abril é enfim lançado seu primeiro álbum, intitulado Dona de Mim', que contou com 14 faixas com participações de Rincon Sapiência, Ruxell, Marcelo Falcão, Ivete Sangalo, Carlinhos Brown, Gloria Groove e Thiaguinho. Em 28 setembro foi lançado o terceiro single do seu álbum, "Dona de Mim", que trazia como temática o empoderamento feminino.
Em novembro de 2018, Iza e Liniker regravaram a canção "I Will Survive" para o filme Todas As Canções de Amor. Em 18 de novembro, a cantora Sandy lançou "Eu Só Preciso Ser" em parceria com Iza como quarto single do álbum Nós, Voz, Eles.

### 2019–2020:The Voice BrasileO Rei Leão

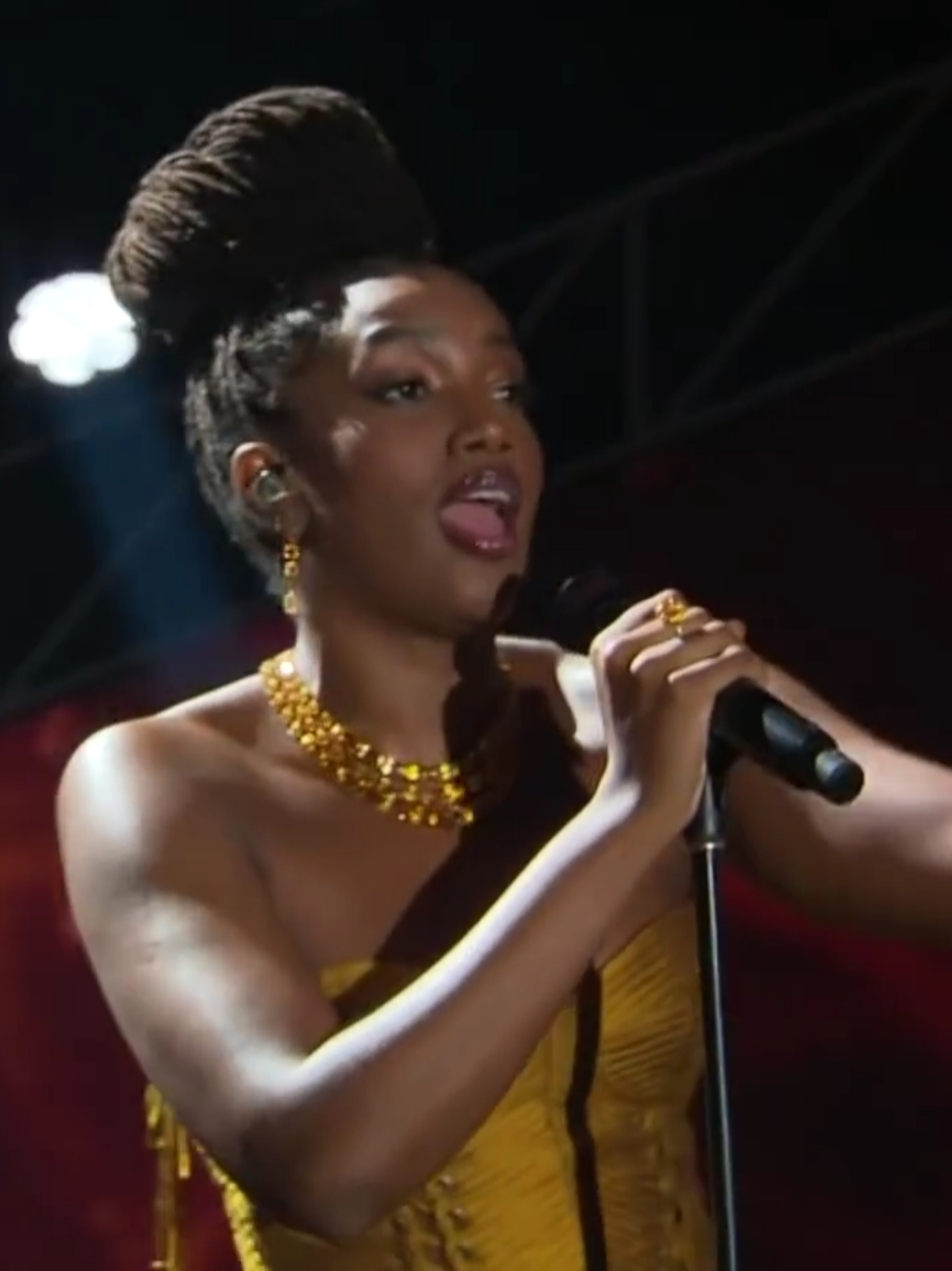
Iza apresentando-se no Prêmio Multishow de Música Brasileira de 2020

Em 29 de maio de 2019, foi anunciado que Iza seria a nova técnica da oitava temporada do show de talentos The Voice Brasil, ocupando a vaga de Carlinhos Brown. No mesmo ano, dublou a personagem Nala na versão brasileira para o remake do filme O Rei Leão, da Disney, e ainda gravou a canção "Nesta Noite o Amor Chegou", dueto com o ator e cantor Ícaro Silva. O filme levou cerca de 15 milhões de espectadores aos cinemas do Brasil.
Em setembro de 2019, foi anunciada rainha da bateria da Imperatriz Leopoldinense, escola da mesma região em que Iza nasceu, para o carnaval de 2020. Ainda em 2019, grava um dueto com Alcione para promover o encontro das duas no Rock in Rio, as duas gravam "Chain of Fools", sucesso na voz de Aretha Franklin; o single teve produção de Zé Ricardo, curador do Palco Sunset do Rock in Rio e participação da Orquestra Rumpilezz. Em outubro de 2020, entrou na lista dos 100 negros mais influentes do mundo, na categoria de mídia e cultura, a lista engloba todas as áreas e a condecoração é reconhecida pela ONU.

### 2021–2023:Três, trabalhos como atriz e produção do segundo álbum de estúdio
Em maio de 2021, foi eleita uma das "Líderes da Próxima Geração" pela revista norte-americana Time, pelo seu impacto racial e social na América Latina: "Iza é um símbolo da nova era pela qual ela está lutando - um abraço cultural global não apenas de artistas afro-latinos, mas de pessoas e sua humanidade. “Posso dizer muito através da música”, diz ela. “Nosso microfone é uma arma e precisa ser usado.”  Em 3 de junho, a cantora lançou a canção "Gueto", música que exalta a cultura da periferia, sendo o carro-chefe do seu segundo álbum de estúdio, o videoclipe foi lançado no dia seguinte sendo inspirado nos anos 2000 e na Zona Norte, trazendo referências a Olaria, bairro o qual nasceu.
A cantora foi eleita a celebridade mais influente do Brasil em 2021 pela Ipsos, uma das maiores empresas de pesquisas do mundo. Em 19 de novembro, lança como segundo single do álbum a faixa "Sem Filtro". A cantora ainda apresenta um medley da canção com o single "Gueto" na 28ª edição do Prêmio Multishow de Música Brasileira, onde ao lado de Tatá Werneck foram as apresentadoras da cerimônia.
No Dia da Consciência Negra de 2021, Iza recebeu uma homenagem da Mattel, onde a cantora recebeu uma versão sua exclusiva da Barbie a boneca mais famosa do mundo. A homenagem faz parte do projeto “Mulheres Inspiradoras”, que tem como objetivo reconhecer mulheres que fazem a diferença em seu campo de atuação, ao atingir grandes marcos em sua carreira, e são exemplos para as futuras gerações. Em 2 de setembro de 2022, Iza lançou um EP de três músicas que compõe seu próximo álbum. Chamado de Três, o projeto se torna uma divulgação para a apresentação da cantora no palco principal do Rock in Rio 2022, o qual se tornou a primeira cantora negra brasileira a fazer um show no palco mundo. “O projeto Três é muito especial para mim porque ele é o carro chefe do meu álbum. As músicas que vieram antes, 'Gueto', 'Sem Filtro' e 'Fé', estarão no disco, mas 'Mole', 'Mó Paz' e 'Droga' são a primeira porta pro novo trabalho.”  Os vídeos para as músicas foram lançadas em formato de curta-metragem dirigido por Felipe Sassi e com roteiro da própria cantora, contando ainda com a participação da atriz Zezé Barbosa.
Em junho de 2023, Iza fez seu primeiro trabalho como atriz em Um Ano Inesquecível - Outono, do Prime Video, filme dirigido por Lázaro Ramos, interpretando Patti, uma cantora. A personagem é mãe de Anna Júlia, uma garota que odeia música.

### 2023–presente:Afrodhite novos projetos

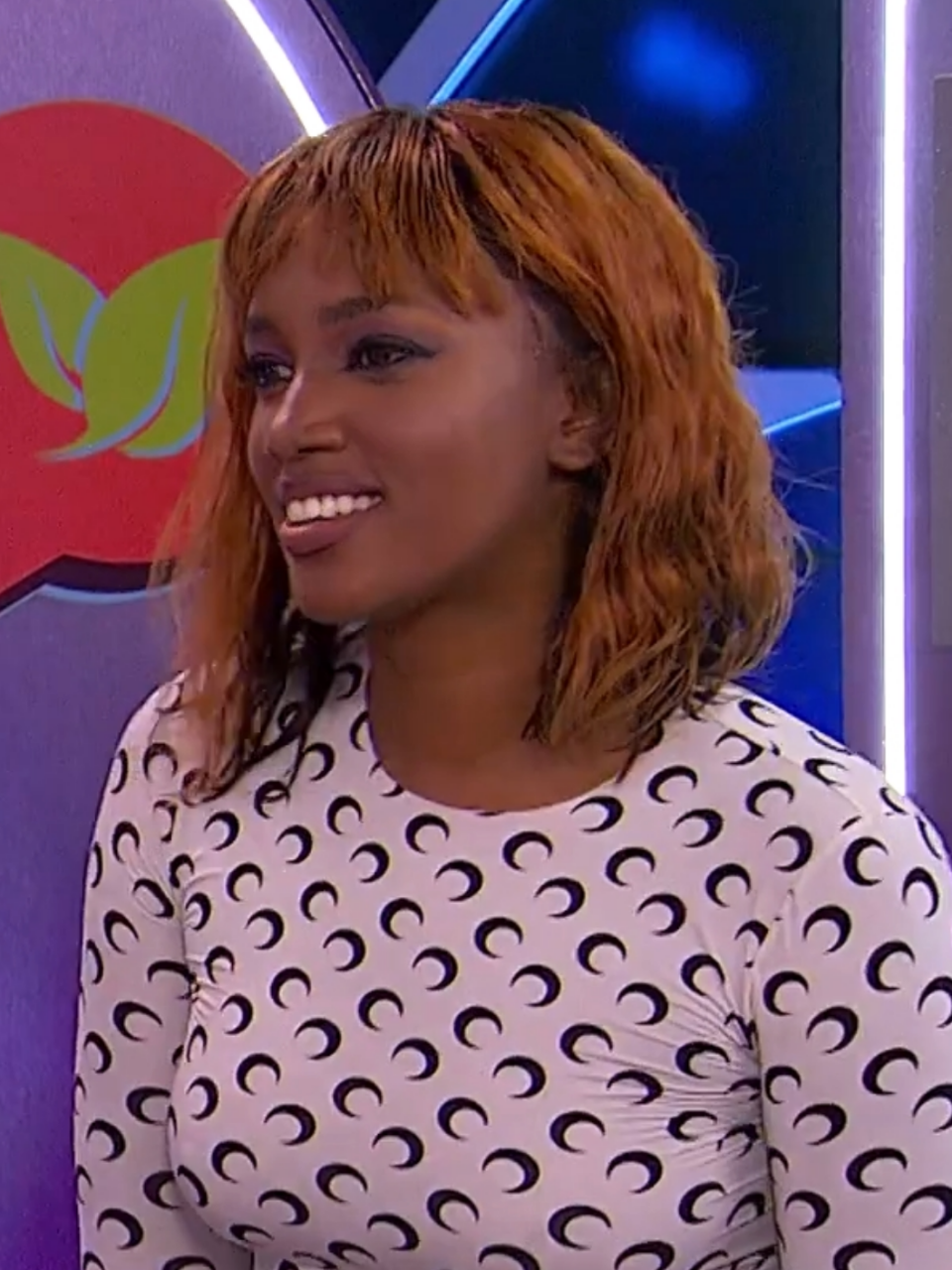
A artista em setembro de 2022.

Iza revelou que em fevereiro de 2023 descartou um álbum que estava totalmente pronto: "Aquelas músicas já não me representavam mais. Minha voz [agora] tá mais grave, porque minha voz é mais grave, essa sombra na voz é minha marca, minha impressão digital. O quanto isso é forte, né? O quanto eu não usava minha voz 100% porque, às vezes, quando eu tava em estúdio quem tava gravando em estúdio não curtia e me podava". Com isso, a artista produziu um novo álbum em cerca de cinco meses. O primeiro single do álbum, "Fé nas Maluca", em colaboração com MC Carol, foi lançado em 27 de julho. Em 30 de julho foi anunciada a data de lançamento do álbum Afrodhit, que finalmente foi lançado em 3 de agosto, com 13 faixas novas. No dia 19 de setembro, foi divulgada a lista de indicados ao Grammy Latino de 2023, e Iza foi indicada a categoria Grammy Latino de Melhor Interpretação Urbana em Língua Portuguesa pela música "Fé".
Em janeiro de 2024, Iza anunciou a estreia de seu primeiro bloco de Carnaval em São Paulo para o dia 11 de fevereiro; o bloco "Bonde Pesadão" também contou com as participações especiais de MC Carol e da banda NX Zero. Em junho, foi anunciado que a artista faria parte da 4ª edição do projeto Lud Session da cantora Ludmilla, que foi lançado em 25 de junho.
Em agosto, Sam Smith anunciou o lançamento de uma nova versão da faixa "Lay Me Down", presente em seu álbum de estreia "In The Lonely Hour" com a presença de Iza cantando em inglês e português. A canção foi lançada em 15 de agosto de 2024. Em setembro foi lançada a canção "Afrodite" de Delacruz, servindo como primeiro single do próximo álbum do rapper. Iza teve duas indicações ao Grammy Latino de 2024, por Melhor Álbum Pop Contemporâneo em Língua Portuguesa pelo AFRODHIT e Melhor Música Urbana em Língua Portuguesa por "Fé nas Maluca" com MC Carol. Iza foi confirmada para dar a voz para Nala novamente em Mufasa: O Rei Leão, prequela do filme de 2019. Em 18 de dezembro de 2024, Iza lançou o single "Como Posso Amar Assim?", canção feita em homenagem a sua filha Nala, com um clipe sendo lançado no mesmo dia.

## Prêmios e indicações
Iza venceu diversos prêmios durante sua carreira, incluindo cinco Prêmio Multishow de Música Brasileira, um Prêmio Jovem Brasileiro e dois Prêmio Geração Glamour, além de ter sido eleita a Mulher do Ano pela GQ em 2020. Ela também já foi indicada a quatro Grammy Latino, em 2019 e 2024, seis Prêmios MTV MIAW e três WME Awards, tendo vencido outros quatro.

## Vida pessoal
Quanto a sua religiosidade, Iza em entrevista ao portal Papel Pop, em 2022, disse: "Me considero uma pessoa muito religiosa. Sou católica desde pequena. Minha família é muito católica. Não só de ir na missa, mas temos retiros, encontros, grupos de intercessão". Em 2016 começou a namorar o produtor musical Sérgio Santos, casando-se com ele em 16 de dezembro de 2018 na Igreja de Nossa Senhora da Glória do Outeiro, no Rio de Janeiro. O fim do casamento de Iza e Santos foi anunciado em outubro de 2022.
Em outubro de 2022, durante um podcast, Iza revelou ser demissexual.
Manteve um relacionamento com o jogador de futebol Yuri Lima de fevereiro de 2023  até julho de 2024. Em 10 de abril de 2024, Iza anunciou que estava grávida de seu primeiro filho com o jogador. Em 13 de outubro de 2024 nasceu Nala, primeira filha da cantora.

## Características musicais
O estilo musical de Iza é classificado majoritariamente como R&B, mas ela inclui outros gêneros específicos em algumas canções como o pop, reggae fusion e o soul, além de já ter colocado elementos da cultura afro-brasileira nas suas canções, como o berimbau em "Ginga". Iza citou como suas maiores referências musicais as cantoras Etta James, Donna Summer, Elza Soares, Alcione, Rihanna e Beyoncé.

## Discografia
Álbuns de estúdio
- Dona de Mim (2018)
- Afrodhit (2023)

## Filmografia

### Cinema
| Ano  | Título                       | Personagem |
| ---- | ---------------------------- | ---------- |
| 2019 | O Rei Leão                   | Nala (voz) |
| 2023 | Um Ano Inesquecível - Outono | Patti      |
| 2023 | Minha Irmã e Eu              | Ela mesma  |
| 2024 | Mufasa: O Rei Leão           | Nala (voz) |

### Televisão
| Ano       | Título                  | Cargo           | Nota                             |
| --------- | ----------------------- | --------------- | -------------------------------- |
| 2016      | Nada Será Como Antes    | Cantora na TV   | Episódio: "4 de outubro"         |
| 2018      | Vai que Cola            | Teriza Sampaio  | Episódio: "A Prima de Terezinha" |
| 2018      | Popstar                 | Jurada especial | Episódio: "30 de setembro"       |
| 2018–2019 | Música Boa Ao Vivo      | Apresentadora   |                                  |
| 2019      | SóTocaTop               | Apresentadora   | [ 106 ]                          |
| 2019      | Mulheres Fantásticas    | Narradora       | Episódio: "Dona Ivone Lara"      |
| 2019–2023 | The Voice Brasil        | Jurada          | Temporadas 8-12                  |
| 2020      | 220 Volts               | Ela mesma       | Episódio "22 de Dezembro"        |
| 2023      | The Voice Kids Brasil   | Jurada          | Temporada 8                      |
| 2023      | Fuzuê                   | Ela mesma       | [ 109 ]                          |
| 2024      | Hoje É Dia das Crianças | Ela mesma       | Especial de dia das crianças     |
| 2025      | Vale Tudo               | Ela mesma       | Episódio: "18 de abril"          |
| 2025      | Garota do Momento       | Silvana         | [ 111 ]                          |

## Turnês
- Dona de Mim Tour (2018–2020)
- Afrodhit Tour (2023–2024)

### Blocos carnavalescos
- Bloco Bonde Pesadão (2024–presente)